# Маунт-Крестед-Бютт (Колорадо)
Маунт-Крестед-Бютт (англ. Mount Crested Butte) — місто (англ. town) в США, в окрузі Ганнісон штату Колорадо. Населення — 941 особа (2020).

## Географія
Маунт-Крестед-Бютт розташований за координатами 38°54′30″ пн. ш. 106°57′31″ зх. д. / 38.90833° пн. ш. 106.95861° зх. д. (38.908453, -106.958673).  За даними Бюро перепису населення США в 2010 році місто мало площу 5,75 км², уся площа — суходіл.

## Демографія
Згідно з переписом 2010 року, у місті мешкала 801 особа в 400 домогосподарствах у складі 171 родини. Густота населення становила 139 осіб/км².  Було 1510 помешкань (263/км²).
Расовий склад населення:
| - 96,0 % — білих - 0,9 % — корінних американців - 0,6 % — азіатів |

До двох чи більше рас належало 1,6 %. Частка іспаномовних становила 3,0 % від усіх жителів.
За віковим діапазоном населення розподілялося таким чином: 14,9 % — особи молодші 18 років, 79,0 % — особи у віці 18—64 років, 6,1 % — особи у віці 65 років та старші. Медіана віку мешканця становила 36,3 року. На 100 осіб жіночої статі у місті припадало 142,0 чоловіків;  на 100 жінок у віці від 18 років та старших — 146,2 чоловіків також старших 18 років.
Середній дохід на одне домашнє господарство  становив 64 414 долари США (медіана — 48 563), а середній дохід на одну сім'ю — 69 565 доларів (медіана — 56 125). Медіана доходів становила 39 722 долари для чоловіків та 38 167 доларів для жінок. За межею бідності перебувало 9,2 % осіб, у тому числі 0,0 % дітей у віці до 18 років та 0,0 % осіб у віці 65 років та старших.
Цивільне працевлаштоване населення становило 588 осіб. Основні галузі зайнятості: мистецтво, розваги та відпочинок — 46,3 %, науковці, спеціалісти, менеджери — 13,1 %, освіта, охорона здоров'я та соціальна допомога — 9,5 %, фінанси, страхування та нерухомість — 8,7 %.